# John M. Rist
John Michael Rist (Romford, Reino Unido, 1936) es un filósofo británico y canadiense.
John Rist fue educado en estudios clásicos en el Trinity College de Cambridge. Entre 1959 y 1969 enseñó griego en el Colegio Universitario de la Universidad de Toronto, y entre 1969 y 1980 fue profesor de estudios clásicos en esta misma universidad. Entre 1980 y 1983 fue profesor de Clásicos en la Universidad de Aberdeen, pero posteriormente regresó a la Universidad de Toronto, donde fue profesor de estudios clásicos y filosofía entre 1983 y 1996. También realizó un intercambio en el St. Michael College, desde 1983 hasta 1990. En 1997, se convirtió en profesor emérito de la Universidad de Toronto. Ha sido profesor visitante en el Institutum Patristicum Augustinianum en Roma desde 1998 a tiempo parcial.
En 1976 Rist fue elegido miembro de la Real Sociedad de Canadá, y en 1991 miembro vitalicio de Clare Hall, en Cambridge. En 1995 fue el Profesor Visitante en Filosofía en la Universidad Hebrea de Jerusalén.
Desde 2012 ocupa una cátedra de filosofía en la Universidad Católica de América.
En 2002 recibió un doctorado honoris causa en filosofía por la Universidad Pontificia de la Santa Cruz.

## Obras
El Profesor Rist ha escrito más de 100 trabajos científicos, entre ellos los siguientes libros: 
- Plato's Moral Philosophy. The Discovery of the Presuppositions of Ethics (The Catholic University of America Press, 2012)
- What is Truth? From the Academy to the Vatican (Cambridge 2008)[1]
- Real Ethics: Reconsidering the Foundations of Morality (Cambridge 2001)[2][3]
- On Inoculating Moral Philosophy against God (Marquette University Press, 2000)[4]
- Man, Soul and Body: Essays in Ancient Thought from Plato to Dionysius (1996)[5]
- Augustine: Ancient Thought Baptized (1994)[6][7][8][9]
- The Mind of Aristotle (1989)
- Platonism and Its Christian Heritage (1985)
- Human Value: A Study of Ancient Philosophical Ethics (1982)[10][11]
- On the Independence of Matthew and Mark (1978)[12][13]
- The Stoics (1978)[14]
- Epicurus: An Introduction (1972)[15]
- Stoic Philosophy (1969)[16][17]
- Plotinus: The Road to Reality (1967)[18]
- Eros and Psyche: Studies in Plato, Plotinus and Origen (1964)[19][20]

Es autor de más de 80 artículos sobre filosofía griega antigua, filosofía helenística, Plotino y el neoplatonismo, Patrística y la filosofía medieval.
En español se han editado:
- La filosofía estoica. Editorial Crítica. 1995. ISBN 978-84-7423-634-7.